# Картонна гільза
Карт́онна гільза — вид промислового пакування, вироблений із макулатурного картону. Містить в собі два або більше шарів картону, склеєних між собою. Служить як вал для навивання полотен, ниток, ланцюгів, плівок, паперу тощо. Також використовується як опалубка в будівництві, служить основою для виготовлення тубусів, картонних банок, картонних піддонів та іншого пакування. Широко використовується в промисловості, виробництві, гуртовій торгівлі. Найбільш відомі вироби з використанням гільзи — туалетний папір та клейка стрічка «скотч».

## Характеристики

### Виготовлення
Картонна гільза виготовляється на спеціальній машині. Залежно від типу гільзи, використовуються різні технології виробництва. У випадку спіральної технології навивання гільзи використовується модульна машина, що складається із станції подавання стрічкового картону в бобінах, станція нанесення клею, станція навивання гільзи на робочий вал під кутом, станція поперечного різання гільзи. Кількість шарів картону в основі гільзи задається кількістю бобін картону. Ширина стрічки картону може коливатися від 70 до 180 мм. Картон в бобінах для гільзи класифікується у Україні як ККГ згідно ДСТУ і має товщину від 0.3 до 0.8 мм.

### Параметри

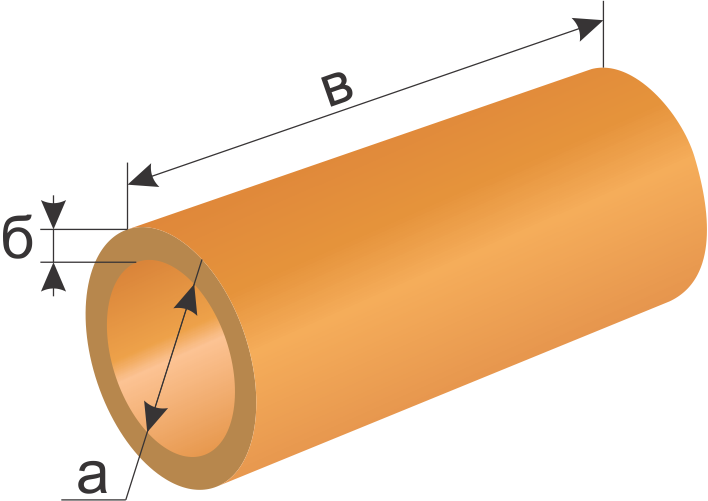

Параметрами, які визначають вид гільзи, є внутрішній діаметр гільзи (а), товщина стінки (б) та довжина гільзи (в). Додатково визначається покрівельний шар паперу (крафт папір, хром-ерзац, тест-лайнер, офсетний папір тощо) та нанесення друку (внутрішнє, зовнішнє). Розміри за діаметром гільзи можуть бути від 10 мм до 500 мм і більше, в залежності від сфери їх застосування. Найбільш поширеними видами гільзи в промисловості є гільзи діаметром 76,5 мм та 50 мм, в рулонах туалетного паперу використовуються гільзи від 30 до 60 мм. Найменші гільзи від 10 мм діаметром можуть служити корпусом для кулькових ручок. Основними механічними показниками гільзи є радіальний тиск, в якому вимірюється стійкість гільзи до поперечного тиску, стійкість на розшарування та вертикальний тиск.